# ایوان مینزیس
ایوان مینزیس (به انگلیسی: Ivan Menezes) (زادهٔ ۱۰ ژوئیهٔ ۱۹۵۹ – درگذشتهٔ ۷ ژوئن ۲۰۲۳) کارآفرین، بازرگان و مدیر ارشد اجرایی هندی بود، که به‌عنوان مدیر عامل اجرایی شرکت دیاجیو فعالیت می‌کرد.